# 413
| [ Edytuj tabelę ] |                                                |
| Cesarz Bizancjum  | - 408 Teodozjusz II 450                        |
| Władca Guptów     | - 375 Ćandragupta II 414                       |
| Władca Korei      | - 391 Kwanggaet’o Wielki 413 - 413 Changsu 491 |
| Papież            | - 401 Innocenty I 417                          |
| Król Persji       | - 399 Jezdegerd I 420                          |
| Cesarz Rzymu      | - 395 Flawiusz Honoriusz 423                   |
| Król Wandalów     | - 406 Gunderyk 428                             |
| Król Wizygotów    | - 410 Ataulf 415                               |

Rok 413 / CDXIII
stulecia: IV wiek ~
V wiek ~
VI wiek

lata: 403 «
408 «
409 «
410 «
411 «
412 «
413
» 414
» 415
» 416
» 417
» 418
» 423

## Wydarzenia
Europa
- Burgundowie osiedlili się na lewym brzegu Renu po rzymskiej stronie rzeki, między jej dopływami Lauter i Nahe, ze stolicą w Wormacji.
- 8 maja – Flawiusz Honoriusz, cesarz rzymski, zapewnia ulgi podatkowe dla prowincji zagrożonych atakami Gotów.

## Zmarli
- Aurelius Prudentius Clemens, rzymski poeta chrześcijański (ur. 348)
- Jowin, rzymski uzurpator tytułu cesarskiego
- Kumaradżiwa, propagator buddyzmu w Chinach (ur. 344)
- Kwanggaet’o Wielki, władca Korei (ur. 374)
- Sebastianus, brat Jowina